# Antonio Borghini

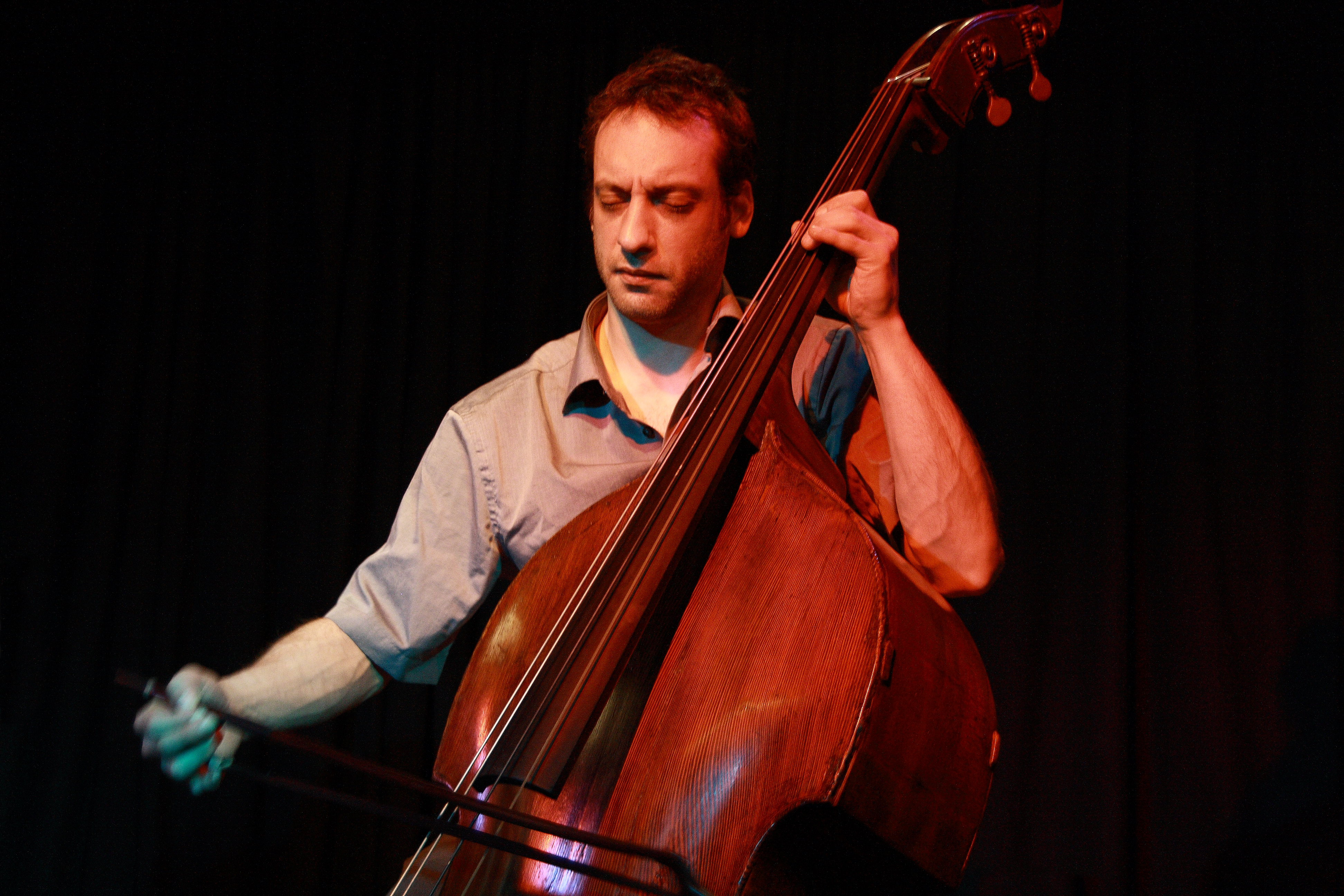
Antonio Borghini im Club W71 (April 2011)

Antonio Borghini (* 25. Juni 1977 in Mailand) ist ein italienischer Jazz-Bassist.

## Leben und Wirken
Borghini spielte zunächst Klavier und elektrischen Bass. 1995 begann er ein Kontrabassstudium an der Accademia musicale Saint Louis in Rom. 1996 setzte er seine Ausbildung am Konservatorium von Bologna fort, wo er Jazz bei Ares Tavolazzi studierte und Meisterklassen bei Bruce Gertz, Joëlle Léandre, Barre Phillips und dem Bläser Wolfgang Fuchs besuchte.
1999 wurde er Mitglied des CAL Trio des Gitarristen Domenico Caliri, mit dem er bei verschiedenen Jazzfestivals auftrat. 2000 trat er dem Trio Chant des Schlagzeugers Cristian Calcagnile (mit dem Pianisten Libero Mureddu) bei. Im selben Jahr gründete er das Trio Memorial Barbeque, das sich der Musik Eric Dolphys widmete und später zum Sextett (mit Enrico Sartori, Cristian Calcagnile, Domenico Caliri, Edoardo Marraffa und Pasquale Mirra) erweitert wurde. Ein weiteres Trio gründete er mit Luca Venitucci und Cristiano De Fabritiis.
Seit 2003 ist Borghini Bassist des Open Quartet der Sängerin Cristina Zavalloni, mit dem er u. a. bei Festivals in Meran, Bologna, Utrecht, Moers und Bari auftrat. Mit dem Sextett Dilemma des amerikanischen Cellisten Tristan Honsinger unternahm er eine Europatournee. Mit der Sängerin Cristina Vetrone trat die Formation beim Festival Konfrontationen im österreichischen Nickelsdorf auf. Er arbeitete seither mit Honsinger im Duo und einer Streichquartettformation mit dem Pianisten Fabrizio Puglisi.
2004 trat er u. a. mit Stefano Bollani und Hamid Drake auf. 2005 gründete er das Quartett Domino mit Sean Bergin, Gianluca Petrella und Hamid Drake, bei dessen Auftritt im Auditorium von RAI in Rom ein Live-Album entstand. Im selben Jahr wurde er Mitglied des neuen Quartetts Idea von Crista Zavalloni (mit Stefano De Bonis und Gabriele Mirabassi), mit dem er bei Umbria Jazz auftrat. Im Museo della Musica in Bologna begleitete er den Schauspieler Marco Foschi bei der Interpretation von Jean Genets Der Seiltänzer. 2006 trat er u. a. mit Trio mit Fabrizio Puglisi und Han Bennink  und im Quartett mit David Murray, Fabrizio Puglisi und Zeno De Rossi auf. Mit Hannes Lingens, Louis Laurain und Pierre Borel gründete Borghini das Quartett Die Hochstapler: The Braxtornette Project, das drei Alben vorlegte, The Braxtornette Project (2013), Play(s) the Music of Alvin P. Buckley (2015) und The Quick Brown Fox Jumps over the Lazy Dog (2018).  Zu hören ist er u. a. auch auf  Christian Mariens Album How Long Is Now (2024).

## Diskografische Hinweise
- 2002: CAL Trio: Casa Tre
- 2004: Chant: Chant

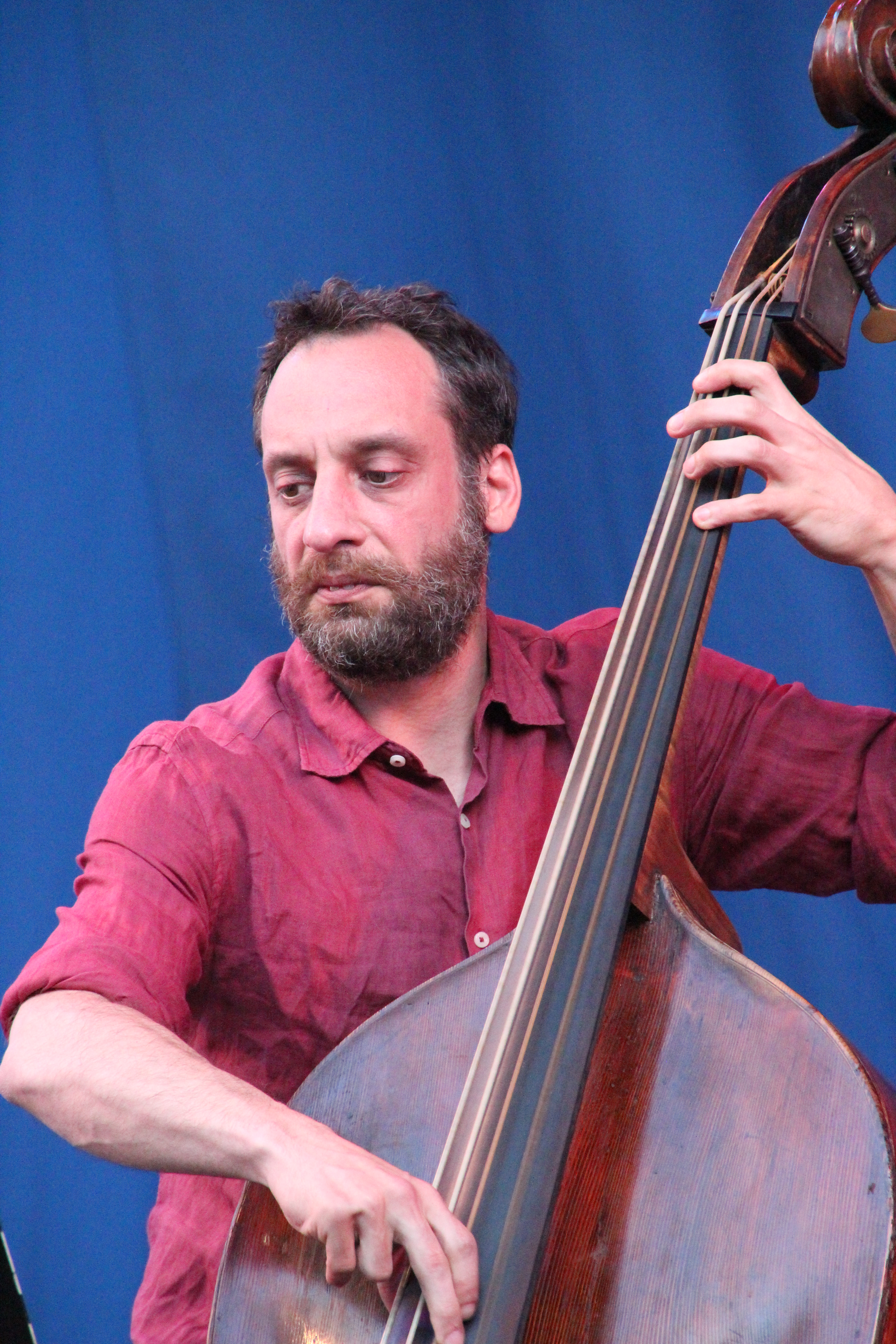
Antonio Borghini bei Jazz im Palmengarten (2018)

- 2004: Cristina Zavalloni: When You Go Yes is Yes
- 2005: Domino Quartet: Radio3 Sessions
- 2005: CAL Trio: Do Ut do
- 2005: Henry Taylor: Crooning the anger
- 2006: Cristina Zavalloni: Idea
- 2019: Die Hochstapler: The Quick Brown Fox Jumps Over the Lazy Dog (Umlaut, 2019), mit Pierre Borel, Louis Laurain, Hannes Lingens
- 2020: Jeb Bishop: Centrifugal Trio, mit Michael Griener
- Die Hochstapler: Within (Umlaut Records)
- 2023: Banquet of Consequences